# Gorm Grymme

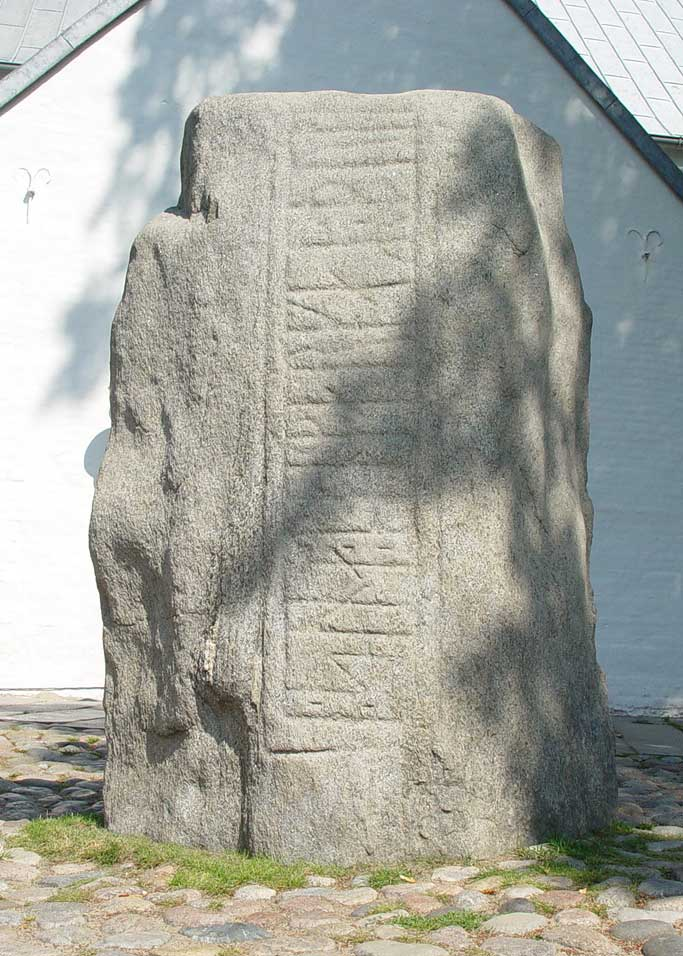
König Gorm errichtete dieses Denkmal für Thyra seine Frau, die Zierde Dänemarks.
Runensteine von Jelling

Gorm Grymme ist eine Ballade von Theodor Fontane. Sie entstand 1864 im Zusammenhang mit den beiden Reisen, die der Autor im Jahr des Deutsch-Dänischen Krieges, im Mai und im September 1864, nach Dänemark unternahm. Am 3. Dezember 1864 wurde sie beim jährlichen Stiftungsfest des Vereins Tunnel über der Spree im Rahmen eines Wettbewerbs vorgelesen und mit dem  Preis des Vereins ausgezeichnet, den der Ende 1861 verstorbene Wilhelm von Merckel mit einem Legat gestiftet hatte. Gedruckt erschien das Gedicht, nachdem das Cotta’sche Morgenblatt für gebildete Stände es abgelehnt hatte, erstmals 1872 in Julius Rodenbergs Zeitschrift Salon für Literatur, Kunst und Gesellschaft.

## Inhalt
König Gorm herrscht über Dänemark, 

Er herrscht die dreißig Jahr, 

Sein Sinn ist fest, seine Hand ist stark, 

Weiß worden ist nur sein Haar,

König Gorm liebt seinen einzigen Sohn Jung-Harald über alles. An dessen 15. Geburtstag verkündet er, wer ihm je sagen sollte, sein Sohn sei tot, sei des Todes. Bald fährt der Sohn mit 300 Schiffen auf einen Wikingerzug. Nur drei von ihnen kehren ohne Jung-Harald zurück. Keiner wagt es, die Nachricht seines Todes vor den König zu bringen. Deshalb kleidet die Königin Thyra Danebod sich schwarz und hängt in der Halle des Schlosses schwarze Teppiche auf. Als der König dies sieht, versteht er, dass sein Sohn gestorben ist, und spricht es selbst aus.

Er setzte sich nieder wo er stand, 

Ein Windstoß fuhr durch’s Haus, 

Die Königin hielt des Königs Hand, 

Die Lichter loschen aus.

## Zu Inhalt und Form
Der Sage nach soll Gorm, der als erster König von Dänemark angesehen wird, aus Gram über den Tod seines Sohnes Knut alsbald nach diesem verstorben sein oder sich sogar das Leben genommen haben. Fontane macht daraus die Geschichte eines „grimmigen“ Königs, der eine Art von Beschwörung auf die Unversehrtheit des Kronprinzen, seines einzigen Kindes, ausbringt und sich, als dieser trotzdem stirbt, gewissermaßen selbst zum Tode verurteilt.
Die Ballade hat zehn Strophen, die Verse sind meist jambisch. Farben spielen eine besondere Rolle, Anapher (Strophe 2) und Alliteration werden verwendet.